# Пиренейски козирог
Пиренейските козирози (Capra pyrenaica) са вид средноголеми бозайници от семейство Кухороги (Bovidae).
Известни са четири подвида, два от които изчезват през XIX-XX век. Пиренейският козирог е генетично най-близък до алпийския козирог (Capra ibex)

## Разпространение
Видът е разпространен на Пиренейския полуостров – в Испания и в Португалия, където изчезват, но впоследствие са реинтродуцирани.